# الراية (صحيفة جزائرية)
جريدة «الراية» يومية جزائرية مستقلة يقع مقرها بقسنطينة، وقد تأسست سنة 1993م وصدر أول عدد لها كأسبوعية عام 1988م بباتنة، وتحولت إلى يومية سنة 2009م، صدر العدد الأول منها يوم 18 فيفري سنة 2012م، ومؤسسها هو الصحفي خليفة عون ويديرها حسين بو لحية.
الراية الجزائرية هي صحيفة إخبارية يومية تتناول أهم الأخبار والأحداث الجزائرية وتمكن القراء من متابعة المستجدات الجزائرية والعالمية.
الراية ذات توجه وطني تدافع بكل موضوعية واحترافية عن القيم والثوابت والحق، كما أنها تناقش كل القضايا الوطنية والدولية، وتدافع عن الرأي الآخر دون تحيز لجهة أو ميل لفئة، شعارها دائماً «الحقيقة ضالتنا».

## وصلات خارجية
- معلومات عن أسبوعية الراية من موقع بوابة الصحافة الجزائرية.
- الموقع الرسمي لجريدة الراية